# Comox Valley Airport
Comox Valley Airport (engelska: CFB Comox) är en flygplats i Kanada.   Den ligger i provinsen British Columbia, i den sydvästra delen av landet, 3 700 km väster om huvudstaden Ottawa. Comox Valley Airport ligger 25 meter över havet.
Terrängen runt Comox Valley Airport är platt. Havet är nära Comox Valley Airport österut. Närmaste större samhälle är Comox, 4,7 km sydväst om Comox Valley Airport. 